# Stazione di Kenton
La stazione di Kenton è una stazione situata nel quartiere omonimo, nel borgo londinese di Brent. È servita dai servizi dalla metropolitana di Londra e da treni suburbani transitanti sulla linea lenta per Watford.

## Storia
La stazione era una delle tante costruite dalla London and North Western Railway per la "Nuova linea", da Camden a Watford Junction, che stabilì servizi locali da Watford Junction alle stazioni di Euston e Broad Street a Londra. La "Nuova linea" fu per molto rempo la linea principale della London and Birmingham Railway dal 1837.

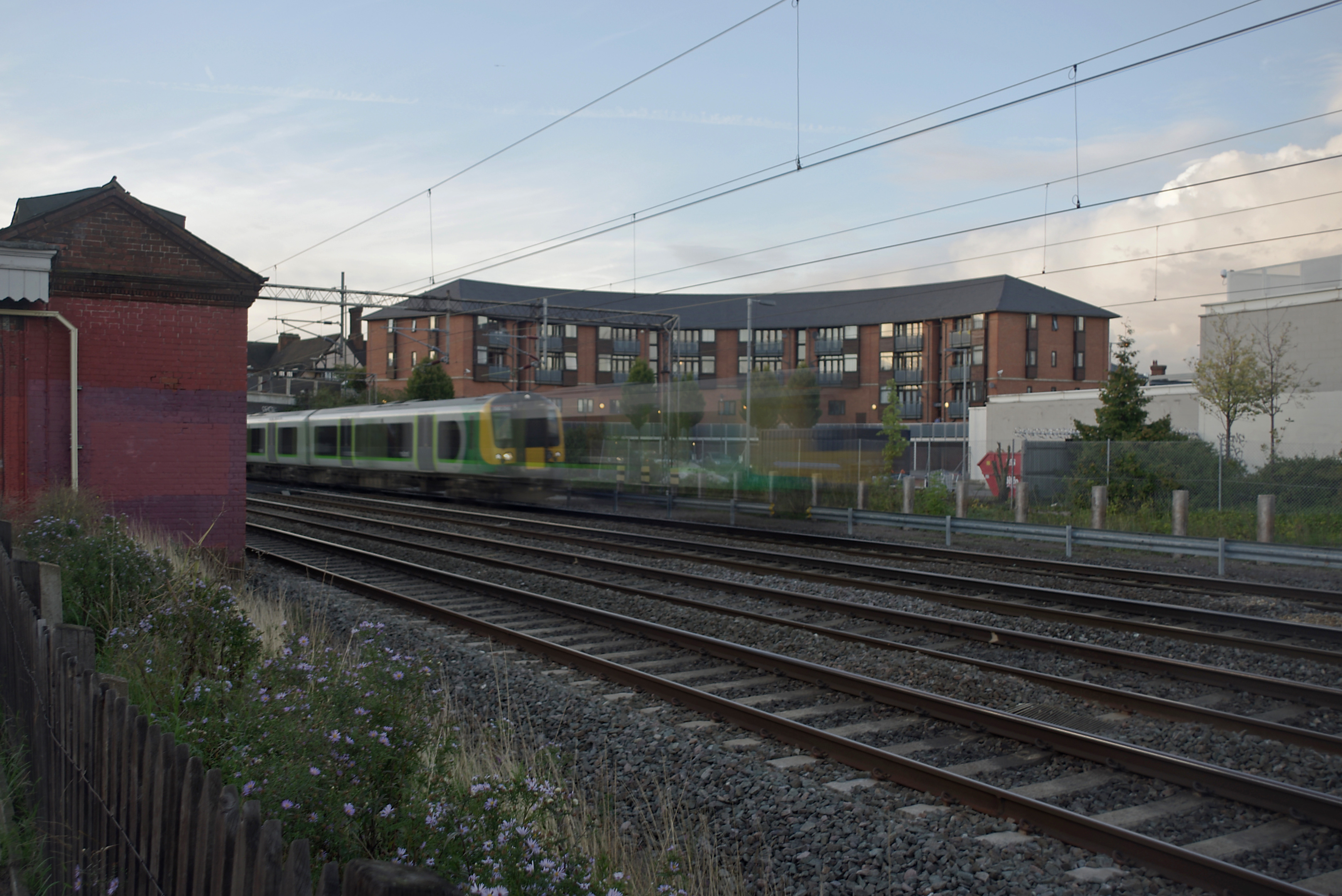
Un treno veloce London Midland passa da Kenton sulla West Coast Main Line.

La stazione venne aperta il 15 giugno 1912. Ha sempre avuto piattaforme soltanto sulla "Nuova linea"; i principali servizi di linea paralleli facevano scalo alla stazione di Harrow & Wealdstone, una fermata a nord, con altri anche a quella di Wembley Central, tre fermate a sud.
I servizi della linea Bakerloo iniziarono il 16 aprile 1917. Il 24 settembre 1982, i servizi sulla linea Bakerloo vennero sospesi per la costruzione della stazione di Stonebridge Park. La chiusura fu di breve durata e la linea Bakerloo riprese i suoi servizi il 4 giugno 1984.
L'ex deposito di carbone ad oriente della stazione, da tempo non più utilizzato, ospita oggi un supermercato.

## Movimento
La stazione è servita dai treni della linea Bakerloo della metropolitana di Londra e dai treni della linea Watford DC della London Overground, transitanti lungo la linea ferroviaria omonima.
Il servizio della London Overground prevede, negli orari di morbida, quattro treni all'ora per direzione (verso Euston e verso Watford Junction).

## Interscambi
La stazione di Northwick Park si trova a poca distanza da Kenton, permettendo l'intercambio con la linea Metropolitan.
Nelle vicinanze della stazione effettuano fermata numerose linee automobilistiche, gestite da London Buses.
- Northwick Park (linea Metropolitan)
- Fermata autobus